# Cathédrale Notre-Dame-de-la-Merci de Chascomús
La cathédrale Notre-Dame-de-la-Merci de Chascomús (en espagnol : Catedral Nuestra Señora de la Merced) est le siège de l'évêché de la ville de Chascomús en Argentine.
Le diocèse est géographiquement situé dans la province de Buenos Aires, et fait partie de la province ecclésiastique de La Plata.

## Histoire
La construction de l'église Notre-Dame-de-la-Merci de style éclectique, qui débuta en 1832, mit quinze ans à se faire. Elle fut consacrée seulement en septembre 1847.
Le 27 mars 1980, le pape Jean-Paul II créa, par la bulle Universum dominicum gregem, le diocèse de Chascomús dont le siège fut établi dans l'église Notre-Dame-de-la-Merci.
Le diocèse s'étend, dans la province de Buenos Aires, sur les partidos de Coronel Brandsen, Castelli, Chascomús, Dolores, General Belgrano, General Guido, General Lavalle, General Paz, Maipú, Monte, Pila, Tordillo et La Costa, sur une superficie de 36 613 km2.

## Description
L'édifice est situé à l'endroit le plus élevé de Chascomús. Son style architectural est éclectique avec des réminiscences romantiques. Les deux tours en façade sont coiffées de deux bulbes arrondis de style byzantin, couverts de mosaïques bleues. La cathédrale comporte trois nefs. 